# Chamrousse
 Chamrousse  es una población y comuna francesa, en la región de Ródano-Alpes, departamento de Isère, en el distrito de Grenoble y cantones de Domène y Vizille.

## Demografía
| 407 | 718 | 533 | 607 | 544 | 518 |
| Para los censos de 1962 a 1999 la población legal corresponde a la población sin duplicidades (Fuente: INSEE [Consultar]) |     |     |     |     |     |